# Kosmos 351
O Kosmos 351 (em russo: Космос 351) também denominado DS-P1-Yu Nº 34, foi um satélite artificial soviético lançado ao espaço com sucesso no dia 27 de junho de 1970 através de um foguete Kosmos-2I a partir do Cosmódromo de Plesetsk.

## Características
O Kosmos 351 foi o trigésimo quarto membro da série de satélites DS-P1-Yu e o trigésimo primeiro lançado com sucesso após o fracasso dos lançamentos do segundo, do vigésimo terceiro e do trigésimo segundo membros da série. Sua missão era auxiliar sistemas antissatélites e antimíssil soviéticos.
O Kosmos 351 foi injetado em uma órbita inicial de 494 km de apogeu e 282 km de perigeu, com uma inclinação orbital de 71 graus e um período de 91,9 minutos. Reentrou na atmosfera terrestre em 13 de outubro de 1970.